# Ye (álbum)
Ye (estilizado como ye) é o oitavo álbum de estúdio do rapper e produtor musical americano Kanye West. Seu lançamento ocorreu em 1 de junho de 2018, através da GOOD Music e Def Jam Recordings. O disco conta com as aparições de Nicki Minaj e as participações não creditadas de Kid Cudi, 070 Shake, Jeremih, Charlie Wilson e Young Thug.
O álbum é o segundo de cinco álbuns produzidos por West a ser lançado no verão de 2018 nas Wyoming Sessions, após Daytona do rapper Pusha T. A obra precede o lançamento colaborativo de West com Kid Cudi, Kids See Ghosts, o álbum Nasir de Nas e KTSE, segundo álbum de estúdio de Teyana Taylor.

## Antecedentes
Em 24 de fevereiro de 2016, dez dias após o lançamento de The Life of Pablo, West postou no Twitter que um álbum intitulado de Turbo Grafx 16 seria lançado o verão do mesmo ano. No mesmo mês, Ibn Jasper, o barbeiro pessoal de West, fez uma publicação no Instagram mostrando Mike Dean, Plain Pat e Kid Cudi em estúdio trabalhando no novo álbum de West. Um mês depois, Quavo do grupo Migos publicou uma imagem em seu Instagram no estúdio com West, com as palavras "TURBO GRAFX 16" escritas na parede atrás do artista. Na imagem, também estavam os rappers Lil Yatchy, Vic Mensa, Offset, Big Sean e Tyler, the Creator. O esperado lançamento de verão não ocorreu e West deu início à Saint Pablo Tour em agosto do mesmo ano. A turnê foi finalizada abruptamente, com 2 das 41 datas canceladas depois da apresentação de West em Sacramento, na Califórnia, com um discurso de 20 minutos. Após o incidente, West foi internado em uma clínica psiquiátrica no Ronald Reagan UCLA Medical Center.
Em 28 de abril de 2018, Kanye fez uma publicação no Twitter mostrando um diálogo entre ele e o rapper Wes Lang. A conversa inclui a capa inicial do álbum e uma explicação do conceito, seguido por ele pedindo ajuda para intitular o novo projeto. A arte da capa mostra o cirurgião plástico Jan Adams, que realizou uma operação de lipoaspiração e mamoplastia na mãe de West, Donda West, o que levou a complicações e, eventualmente, a sua morte um dia depois. Dentro das mensagens, West explica que quer "perdoar e parar de odiar", implicando que a morte de sua mãe deu origem ao ódio pelo médico cirurgião.
Em 30 de abril de 2018, Adams respondeu às notícias da capa numa carta aberta, pedindo a West para "parar e desistir de usar minha foto ou qualquer imagem minha para promover seu álbum ou qualquer trabalho", citando evidências do relatório oficial do legista sobre a morte de Donda, que remete à negligência da enfermeira no período de pós-tratamento. West respondeu à carta em seu Twitter dizendo: "Isso é incrível. Muito obrigado por essa conexão, irmão. Mal posso esperar para sentar com você e começar a me curar." Em 15 de maio, West publicou um vídeo no Twitter o qual apresentava possíveis faixas de trabalho dos próximos álbuns do rapper.

## Desenvolvimento e gravação

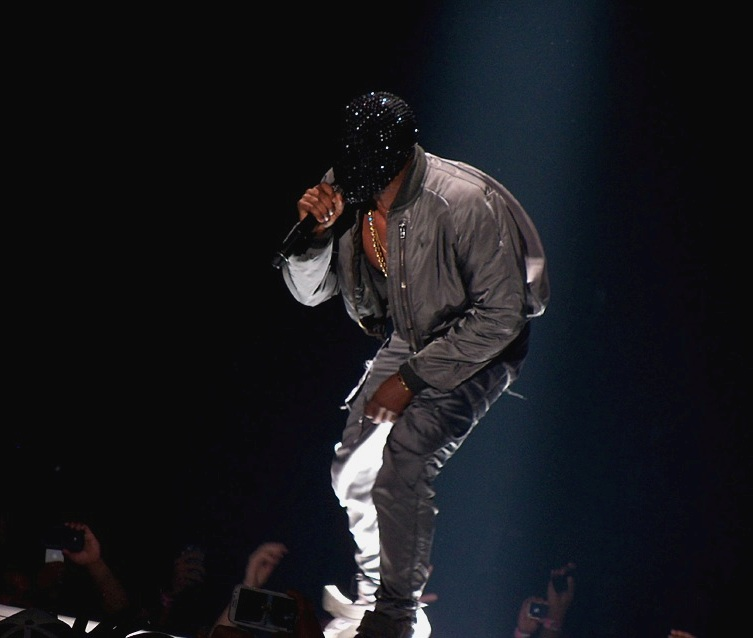
Kanye West durante a The Yeezus Tour, em Los Angeles.

Em maio de 2017, surgiram notícias de que West estava trabalhando isoladamente em um novo álbum no topo de uma montanha de Wyoming.. Relatórios semelhantes surgiram quase um ano depois, em março de 2018, de vários artistas, incluindo Kanye, que foram vistos no vale Jackson Hole, em Wyoming. Kid Cudi, Nas, Pete Rock, ASAP Rocky, Wheezy, Drake, Pusha T, Rick Ross, Wu-Tang Clan, Big Sean, Chance the Rapper, The-Dream, Travis Scott e The World Famous Tony Williams foram avistados no possível local de gravação do álbum do artista. Tempos depois, o produtor MIke Dean aludiu, através de uma postagem do Twitter, que as sessões de gravação de My Beautiful Dark Twisted Fantasy foram similarmente gravadas em segredo no Havaí.
Em abril de 2018, West teve um encontro com o produtor Rick Rubin, responsável pela produção executiva dos dois álbuns anteriores de Kanye, Yeezus (2013) e The Life of Pablo (2016). Mais tarde, West se reuniu e fez uma prévia do álbum para o radialista Charlamagne tha God.

## Lançamento e promoção
Em 19 de abril de 2018, West anunciou a lançamento de seu oitavo álbum de estúdio. Anúncios posteriores incluíram a data do álbum colaborativo com Kid Cudi, Kids See Ghost, para ser lançado em 8 de junho; o álbum de Teyana Taylor para 22 de junho e o álbum de Pusha T, DAYTONA, para ser lançado em 25 de maio. Em 22 de abril, West anunciou que um álbum com o rapper Nas seria lançado em 15 de junho, além de atestar que todos os álbuns foram produzidos por ele.
Em 27 de abril de 2018, West prometeu soltar uma música que trará ao radialista Ebro o que ele estava procurando, referindo-se a críticas de Ebro Darden de seu recente apoio a Donald Trump. A música "Lift Yourself" começa com um instrumental nos dois primeiros minutos, com uma demonstração de "Liberty" do grupo Amnesty. Quando West aparece na canção, começa a proferir palavras sem sentido, incluindo "Poopy-di scoop-didy-whoop" e, então, a música termina subitamente. Após o lançamento desta, West lançou "Ye vs. the People", com o rapper T.I.. A música é estruturada como um diálogo entre T.I. e Kanye West, onde T.I. desempenha o papel de fãs de West que ficaram ofendidos com sua posição política e Kanye defende a sua postura respondendo a ele.
Para promover o álbum, uma sessão de audição ocorreu em 31 de maio de 2018, em Jackson, Wyoming, transmitida através do aplicativo WAV. A festa contou com a participação de Chris Rock, Ty Dolla Sign, Kim Kardashian, Kid Cudi, Lil Yachty, Nas, Pusha T, Desiigner, 2 Chainz, Candace Owens e outros; no mesmo dia, West anunciou o título do álbum. A capa do álbum foi fotografada por Kanye através de seu iPhone em 31 de maio de 2018, durante a mesma sessão. A capa contém as montanhas do vale Jackson Hole onde o álbum foi escrito e produzido, além de uma frase "I hate being Bi-Polar / it's awesome" em cor verde.

## Recepção

### Crítica
| Críticas profissionais | Críticas profissionais |
| Pontuações agregadas   | Pontuações agregadas   |
| Fonte                  | Avaliação              |
| ---------------------- | ---------------------- |
| Metacritic             | 65/100                 |
| Avaliações da crítica  |                        |
| Fonte                  | Avaliação              |
| The Guardian           | [ 31 ]                 |
| The Daily Telegraph    | [ 32 ]                 |
| Chicago Tribune        | [ 33 ]                 |
| The A.V. Club          | B                      |

Ye recebeu críticas geralmente positivas através da crítica especializada. No Metacritic, ye tem uma média de 65 pontos, baseada em 31 análises. Greg Kot, do jornal Chicago Tribune, deu uma posição mediana ao álbum, dizendo: "Mais da metade do álbum contém Kanye agindo como um ator que sugere cenas teatrais, seguidas de um punhado de vozes que interpretam personagens − possivelmente todos vivendo dentro do cérebro de West. O álbum vai de monólogos a configurações musicais expansivas que tentam deixar o sol entrar." Clayton Purdom, do jornal de entretenimento The A.V. Club, afirma que o álbum de Kanye é "um disco prismático, refletindo todo o trabalho do criador e tambe´m o que você imaginar sobre ele." Lucy Jones, do jornal britânico The Daily Telegraph, avaliou o álbum positivamente, dizendo: "Ye é um álbum sobre o estado de espírito de Kanye, sua família e a narração dos acontecimentos de um ano instável. As batidas são ótimas. Liricamente, tudo está bem. O que você pensa sobre a posição política, a composição e as demonstrações de Kanye é dinâmico, surpreendente e corajoso." Alexis Petridis, do jornal The Guardian, afirma: "Devido a sua brevidade, ye não soa leve. É substancialmente mais focado que The Life of Pablo, embalando muito em apenas 23 minutos. É ousado, arriscado, enfurecido, convincente e um pouco exaustivo: um reflexo vívido de seu autor."

### Comercial
Apesar da contagem de vendas do álbum estar indisponível, a primeira contagem de streaming angariou bons números. No iTunes e no Spotify, as primeiras 7 faixas que ocupavam o topo das paradas pertencia ao ye.

## Lista de faixas
| N.º            | Título                                 | Compositor(es)                                        | Produto(es)                                   | Duração |  |
| 1.             | "I Thought About Killing You"          | Kanye West, Mike Dean, Francis Starlite, Benny Blanco | West, Dean                                    | 4:34    |  |
| 2.             | "Yikes"                                | West, Dean, James Mbarack Achieng, Ayub Ogada         | West, Dean[A]                                 | 3:08    |  |
| 3.             | "All Mine"                             | West, Dean, Starlite                                  | West, Francis and the Lights, Dean[A]         | 2:25    |  |
| 4.             | "Wouldn't Leave (Feat. PARTYNEXTDOOR)" | West, Dean, Reverend W.A. Donaldson                   | West, Dean                                    | 3:25    |  |
| 5.             | "No Mistakes"                          | West, Che Pope, Dean, Edwin Hawkins, Ricky Walters    | West, Dean, Pope[A]                           | 2:03    |  |
| 6.             | "Ghost Town (Feat. PARTYNEXTDOOR)"     | West, Dean, Trade Martin                              | West, Francis and the Lights, Blanco, Dean[A] | 4:31    |  |
| 7.             | "Violent Crimes"                       | West                                                  | West                                          | 3:35    |  |
| Duração total: | Duração total:                         | Duração total:                                        | Duração total:                                | 23:41   |  |

Notas
A  - denota co-produtores
Créditos de demonstração
- "All Mine" contém vocais não creditados de Ty Dolla $ign e Valee.
- "Wouldn't Leave" contém vocais não creditados de Jeremih, Young Thug e Ty Dolla $ign.
- "No Mistakes" contém vocais não creditados de Charlie Wilson e Kid Cudi.
- "Ghost Town" contém vocais não creditados de Kid Cudi, 070 Shake e John Legend.
- "Violent Crimes" contém vocais de Nicki Minaj e vocais não creditados de DeJ Loaf e Ty Dolla $ign.
- "I Thought About Killing You" contém uma demonstração de "Fr3sh", interpretada por Kareem Lotfy.
- "Yikes" contém uma demonstração de "Kothbiro", interpretada por Black Savage.
- "No Mistakes" contém uma demonstração de "Children Get Together", interpretada por The Edwin Hawkins Singers.[36]
- "Ghost Town" contém uma demonstração de "You Don't Care", interpretada por Nick @ Nite.

## Desempenho nas tabelas musicais

### Posições
| Paradas (2018)                          | Melhor posição |
| --------------------------------------- | -------------- |
| Alemanha (Offizielle Deutsche Charts)   | 25             |
| Austrália (ARIA)                        | 1              |
| Austrália Urban Albums (ARIA)           | 1              |
| Bélgica (Ultratop Flandres)             | 6              |
| Bélgica (Ultratop Valônia)              | 18             |
| Canadá (Billboard)                      | 1              |
| República Tcheca (ČNS IFPI)             | 3              |
| Dinamarca (Hitlisten)                   | 2              |
| Países Baixos (Dutch Charts)            | 3              |
| Finlândia (Suomen virallinen lista)     | 11             |
| Irlanda (IRMA)                          | 1              |
| Itália (FIMI)                           | 18             |
| Nova Zelândia (RMNZ)                    | 1              |
| Noruega (VG-lista)                      | 3              |
| Escócia (Official Scottish Albums)      | 13             |
| Suécia (Sverigetopplistan)              | 5              |
| Suíça (Schweizer Hitparade)             | 7              |
| Reino Unido (Official Albums Chart)     | 2              |
| Reino Unido (UK R&B Albums Chart)       | 1              |
| Estados Unidos (Billboard 200)          | 1              |
| Estados Unidos (Top R&B/Hip Hop Albums) | 1              |